# Могила (община)
Община Могила (мак. Општина Могила) — община в Північній Македонії. Адміністративний центр — село Могила. Розташована на півдні Македонії, Пелагонійський статистично-економічний регіон, з населенням 6 710 мешканців, які проживають на площі — 251,2 км².